# Meduza świecąca

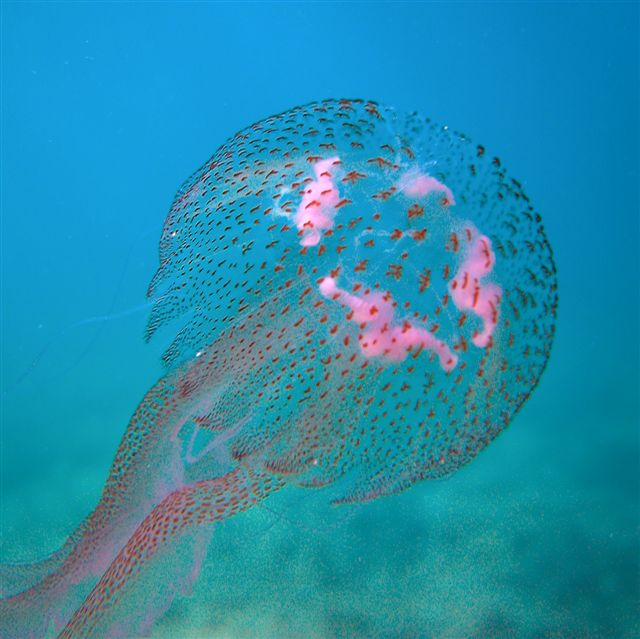
Pelagia noctiluca w Morzu Śródziemnym, w pobliżu Sycylii

Meduza świecąca, pelagia świecąca (Pelagia noctiluca) – gatunek krążkopława z rodzaju Pelagia zaliczanego do rodziny Pelagiidae.

## Charakterystyka
Kolorystyka meduz z tego gatunku waha się na całym świecie, oprócz różowego i fiołkoworóżowego koloru, spotyka się osobniki w odcieniach żółtozłotych. Ciało osiąga średnicę do 7 cm. Ma 8 długich czułków zaopatrzonych w komórki parzydełkowe. Ich dotknięcie powoduje bolesne oparzenia.
Pokolenie polipa u tego gatunku jest całkowicie zredukowane.

## Etymologia
W języku greckim Pelagia oznacza „z oceanu”, Nocti – „nocą” i Luca – „światło”, zatem Pelagia noctiluca można opisać jako morski organizm ze zdolnością do świecenia w ciemności.

## Występowanie
Gatunek ten jest powszechnie znany w Europie, pod wieloma różnymi nazwami. Meduza świecąca jest szeroko rozpowszechniona we wszystkich ciepłych i umiarkowanych wodach oceanów na świecie, łącznie z Morzem Śródziemnym, Morzem Czerwonym i Oceanem Atlantyckim. Można je również znaleźć w części Oceanu Spokojnego, zaobserwowano je w ciepłych wodach niedaleko Hawajów, w południowej Kalifornii i Meksyku, jak również w innych lokalizacjach na Pacyfiku. Żyją zazwyczaj w morskich głębinach, czasami jednak są wyrzucane z przybrzeżnych wód i mogą występować w dużej liczbie na plażach.
21 listopada 2007 roku ogromne, szacowane na 26 km² rojowisko miliardów tych krążkopławów, zabiło ok. 100 000 ryb na farmie łososi w Irlandii Północnej.